# Toa Baja (Toa Baja)
Toa Baja es un barrio-pueblo ubicado en el municipio de Toa Baja en el estado libre asociado de Puerto Rico. En el Censo de 2010 tenía una población de 565 habitantes y una densidad poblacional de 4.451,99 personas por km².

## Geografía
Toa Baja se encuentra ubicado en las coordenadas 18°26′33″N 66°15′14″O / 18.44250, -66.25389. Según la Oficina del Censo de los Estados Unidos, Toa Baja tiene una superficie total de 0.13 km², de la cual 0.13 km² corresponden a tierra firme y (0%) 0 km² es agua.

## Demografía
Según el censo de 2010, había 565 personas residiendo en Toa Baja. La densidad de población era de 4.451,99 hab./km². De los 565 habitantes, Toa Baja estaba compuesto por el 64.6% blancos, el 24.6% eran afroamericanos, el 0% eran amerindios, el 0% eran asiáticos, el 0% eran isleños del Pacífico, el 8.14% eran de otras razas y el 2.65% pertenecían a dos o más razas. Del total de la población el 99.12% eran hispanos o latinos de cualquier raza.